# إري حور
إري حور (بالإنجليزية: Iry-Hor)، أو رو، هو فرعون من فراعنة عصر ما قبل الأسرات في مصر القديمة خلال القرن 32قبل الميلاد، وذلك بالرغم من شك علماء المصريات في وجوده، ويعتقد أنَّه كان الملك السابق للملك كا، وقد حكم مصر من أبيدوس ودفن في منطقة أم الجعاب بالقرب من ملوك الأسرة الأولى.
تمَّ اكتشاف نقش اسم إري حور في أبيدوس في عام 2012م وربما أقرب شخص معروف بالاسم.

## الاسم
وجد أن اسم الملك إري حور مكتوب مع الصقر حورس باللغة الهيروغليفية فوق رمز الفم باللغة الهيروغليفية في حين أن القراءة الحديثة من الاسم هو إري حور، فقام المكتشف فلندرز بيتري الذي إكتشف وحفر قبر الملك إري حور في نهاية القرن ال19 بقراءة الاسم «رو» والتي كانت القراءة المعتادة للفم باللغة الهيروغليفية في هذا الوقت، ونظرًا للطبيعة القديمة من الاسم، أثبتت الترجمة الصعبة في حالة عدم وجود بديل أفضل، تم الاقتراح أن الترجمة الحرفية الإيقاء إعطاء «حورس الفم»، فقام بعض العلماء بترجمة اسم إري حور «رفيق حورس» ، والبعض يقول أن المتنازع إري حور كان ملكًا، وترجمت علامات الاسم «الملكية للملك».
بعد وجود الحفريات التي تم اكتشافها عام 2012م في أبيدوس التي توجد في سيناء نقش عليها اسم إري حور، تم رفض فرضية «الملكية للملك» من قبل معظم علماء المصريات، وان إري حور مقبول على نطاق واسع كملك قبل الأسرات في مصر.
كما رفض علماء المصريات يورغن فون وبيتر كابلوني في البداية تحديد إري حور كملك، وأقترح بدلا من ذلك أن النقوش المعروفة تشير إلى اسم شخص عادي إسمه يقرء ور-رع" WR-R3" (عظيم الفم)، أي قراءة الطيور فوق الفم تقرأ بالابتلاع الهيروغليفية بدلٱ من الصقر حورس، لقد ترجموا الاسم إلى «المتحدث باسم» أو «الرئيس» ومع ذلك، أنشأت الحفريات المستمرة لضريح إري حور التي كانت في أبيدوس وكان القبر من أبعاد وتخطيط مثل مقابر الملك كا ونارمر كانت مماثلة، وبالتالي يجب أن تكون المقبرة تنتمي إلى ملك.

## هوية

### جدال
في عام 2012م، لم يتم العثور على اسم إري حور بجانب سيريخ، وبالتالي فإن تحديد إري حور كملك أثار الجدل بين علماء المصريات مثل فلندرز بيتري وغيرهم، ومع ذلك، يعتقد انه كان في الواقع حاكمأ حقيقيا، واشاروا إلى إملائي مميزة من اسم إري حور ل: الصقر حورس يحمل الفم بالغة الهيروغليفية في مخالبه في العديد من الأختام الطينية تم العثور عليها في مجموعة من الشخصيات من قبل الاسرة الثانية، كقائمة بذاتها فالفم بالغة الهيروغليفية وهذه الرموزتذكر العديد من المعاني المجهولة التي عقدت من قبل الصقر حورس مع الكتابة الهيروغليفية الفردية، التي وضعت على مقربة منه بدلٱ من ضمن السيريخ، كما هو متوقع، واخيرٱ، فإن السيريخ بدء بالملك كا، وتم العثور على حد سواء وبدون اسم سيريخ ، ولذلك فقد خلصوا إلى ان الحجة التي لم يكن الملك إري حور ملكٱ لأن إسمه لم يوجد في السيريخ.

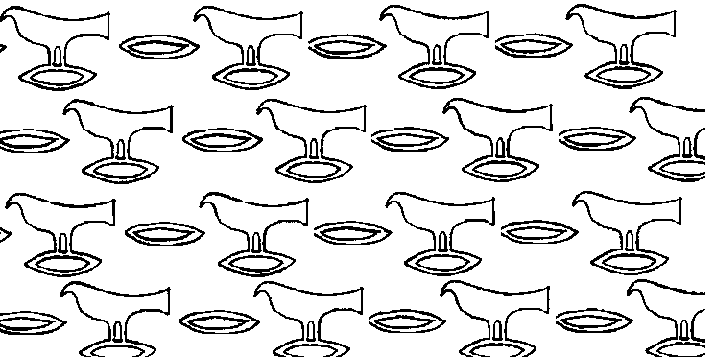
ختم من الطين مع علامات إري حور

اشار بعض العلماء لتحديد إري حور  كملك، مثل داريل بيكر عالم المصريات، وايضٱ لحجم ومكان قبره، وهو قبر مزدوج، مثل تلك المقابر التي للملكان كا ونارمر، وتقع ضمن ترتيب تسلسلي ربط مقابر ما قبل الاسرات بمقابر الاسرة الأولى، علاوة على ذلك، أدرج اسم إري حور على جرة كبيرة وأظهار حورس الصقر الملكي ومشابه لتلك التي وجدت في مقابر الملوك الأخرى لهذه الفترة.
المقابل، شكك بعض علماء المصريات ان إري حور لم يكن حتى موجودٱ، وتحديدا لأن اسمه لم يظهر في سيريخ، الصقر حورس وضعه ببساطة فوق علامة الفم. يشك بعض علماء المصريات من قراءة اسم إري حور، وبالتالي أنه كان ملكا، على سبيل المثال، يشتبه في أن علامة الفم قد تكون مجرد تكملة لفظي إلى الصقر حورس، فهم مجموعة من الأحرف تشكيل اسم إري حور باعتبارها دلالة المنشأ (من محتوى جرة وغيرها من السلع التي كانت تعلق الأختام الطينية عادة عليها)، رفض توبي ويلكنسون ان القبر ينسب إلى إري حور كما حفرة تخزين واسم كعلامة الخزانة. في الواقع، قد يعني الاسم ببساطة «ملكٱ للملك»، فدعم فرضيته، لاحظ توبي ويلكنسون أيضا أن إري حور كان شهد سيء، وحتى عام 2012، وجد نقش وحيد عليه اسم إري حور خارج أبيدوس كانت تقع في مصر السفلى، بينما كا ونارمر دينا العديد من النقوش تقع إلى أقصى حد الشمال في كنعان.

### القرار
كشفت حفريات دراير التي كانت في أبيدوس أن إري حور كان في الواقع يشهد أيضٱ هناك مع أكثر من 27 شيء من الأشياء التي تحمل اسمه والتي كان قبره من النسب الملكي. وعلاوة على ذلك، في عام 2012 تم اكتشاف نقش بذكر إري حور في سيناء، والنقش يضم علاوة على سيريخ فارغ قديم على يمين اسم إري حور . ليذكر النقش في مدينة ممفيس، دحر تأسيسها إلى ما قبل نارمر وينص على أن إري حور كان حامل لقب بالفعل أكثر من ذلك. وبعد هذا الاكتشاف، فإن معظم علماء المصريات، بما في ذلك. دراير والمكتشفين من النقش، ونعتقد الآن أن إري حور كان في الواقع ملكٱ.

## الحكم

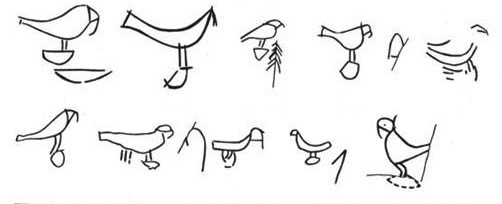
اسم إري حور كما وجدت في أبيدوس.

كان إري حور على الأرجح سلفأ للملك كا مباشرة وبالتالي كان سيحكم خلال أوائل القرن 32 قبل الميلاد. ربما كان يحكم من هيراكونبوليس إلي أبيدوس ومنطقة ثينيت الأوسع ويتحكم في مصر على الأقل إلى الشمال كما في ممفيس، نقش الصخور يتعلق بزيارة إري حور إلى مدينة سيناء. ويقترح علماء المصريات أن سيطر إري حور أيضا على أجزاء من دلتا النيل.
وقد دفن في مقبرة أم القرى بالقرب من كا ونارمر وملوك الأسرة الأولى. يظهر اسم إري حور على سفن من الطين من قبره في أبيدوس وختم الطين مع الهيروغليفية تم العثور عليه في قبر نارمر وربما تشير إلى ٱري حور. في المجموع ما لا يقل عن 22 جرار من الفخار المنقوش مع اسم إري حور كانت في أبيدوس، فضلٱ عن ما لا يقل عن 5 حبر منقوش على الحبر وختم اسطوانة. كما تم العثور على ختم مماثل في الشمال في المقبرة Z 401 من زاوية العريان في مصر السفلى. شق على درابزين المغزل وجدت في هيراكونبوليس. وحفر بيتري هناك في عام 1900 قد يشير إليه. وأخيرا، فإن اكتشاف نقش صخري من إري حور في سيناء يشكل شهادة له في أقصى الشمال. يظهر النقش اسم إري حور على متن قارب، بجوار كلمة إينب-حاج تعني «الجدران البيضاء»، الاسم القديم لممفيس.

## قبر

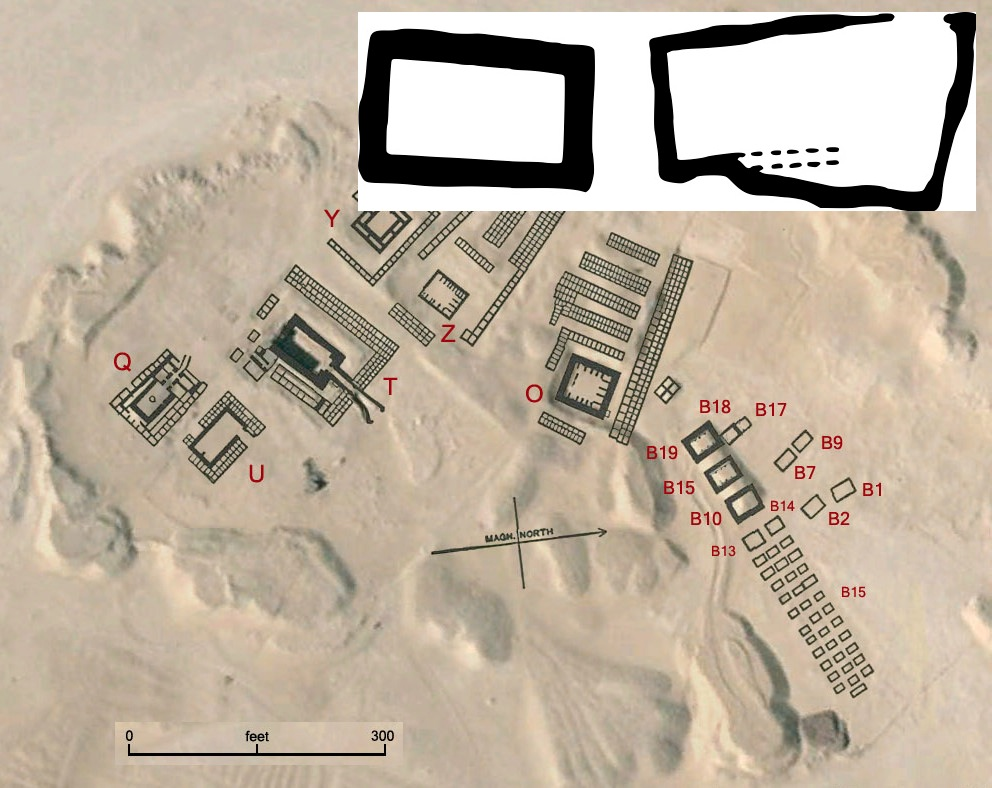
قبر إري حور في أم الجعاب يضم غرفتين منفصلتين B1 و B2، كما هو موضح في أقحم. تقع مقبرة إري حور بالقرب من كا (B7، B8، B9) ومقابر نارمر (B17، B18).

قبر إري حور هو أقدم مقبرة في أبيدوس في أم الجعاب. يتكون من غرفتين منفصلتين تحت الأرض تم حفرها من قبل بيتري في عام 1899 وبعدها من قبل فيرنر كايزر. تم الكشف عن غرفة أخرى، تعرف الآن باسم "B0"، أثناء عمليات التنقيب عن قبر إري حور في التسعينيات. هذه الغرف لها حجم مماثل لتلك الموجودة في مقابر كا ونارمر. لا البنية الفوقية، إذا كان هناك من أي وقت مضى، البقاء على قيد الحياة حتى يومنا هذا. أعطت الغرفة B1 شظايا جرة محفورة باسمه. وأنتجت الغرفة B2 شظايا جرة منقوشة أخرى، وانطباعٱ من الختم، ونقوش حبر عديدة، ومثيرة للاهتمام، وشظايا السفينة تحمل أسماء كا ونارمر. كما تم العثور على أجزاء من السرير في الموقع.
```
[
4
]
```

## وصلات خارجية
- Dynasty 0
- King Iry-Hor